# Lackawanna (New York)
Pour les articles homonymes, voir Lackawanna.
Lackawanna est une cité (city) située dans le comté d’Érié, dans l’État de New York, aux États-Unis. Sa population s’éleve à 18 141 habitants lors du recensement de 2010, estimée à 17 934 habitants en 2017.

## Démographie
| Groupe            | Lackawanna | New York | États-Unis |
| ----------------- | ---------- | -------- | ---------- |
| Blancs            | 83,9       | 66,8     | 72,4       |
| Afro-Américains   | 9,9        | 15,9     | 12,6       |
| Métis             | 3,2        | 3,0      | 2,9        |
| Autres            | 2,1        | 7,5      | 6,4        |
| Asiatiques        | 0,7        | 7,3      | 4,8        |
| Amérindiens       | 0,3        | 0,6      | 0,9        |
| Total             | 100        | 100      | 100        |
|                   |            |          |            |
| Latino-Américains | 7,1        | 17,6     | 16,7       |

Selon l'American Community Survey pour la période 2011-2015, 83,09 % de la population âgée de plus de 5 ans déclare parler l'anglais à la maison, 7,72 % déclare parler l'arabe, 4,22 % l'espagnol, 1,25 % le polonais, 0,92 % le serbo-croate, 0,67 % le russe et 1,48 % une autre langue.
En 2010, la population latino-américaine est majoritairement composée de Portoricains, qui représentent 5,4 % de la population totale de la municipalité.

## Monuments
On y trouve une basilique Notre-Dame-de-la-Victoire de l’Église catholique, que la Conférence des évêques catholiques des États-Unis reconnaît comme sanctuaire national.

## Personnalités liées
- Les Six de Buffalo, ou Cellule de Lackawanna, groupe de six personnes accusés de soutien logistique à Al-Qaïda au début des années 2000.

## Source
- (en) Cet article est partiellement ou en totalité issu de l’article de Wikipédia en anglais intitulé « Lackawanna, New York » (voir la liste des auteurs).

1. ↑  Henri-Jean Calsat (dir.), Dictionnaire multilingue de l'aménagement de l'espace: français-anglais-allemand-espagnol, Paris, Conseil international de la langue française, 1993, 1111 p. (ISBN 978-2-85319-245-3, BNF 36209642, lire en ligne), p. 509
2. ↑  (en) « Lackawanna, NY Population - Census 2010 and 2000 », sur censusviewer.com.
3. ↑  (en) « Population of New York - Census 2010 and 2000 », sur censusviewer.com.
4. ↑  (en) « Language spoken at home by ability to speak English for the population 5 years and over », sur factfinder.census.gov.
5. ↑  (en) « Hispanic or Latino by Type: 2010 », sur factfinder.census.gov (consulté le 23 juin 2018).
6. ↑  (en) Gabriel Chow, « Our Lady of Victory Basilica and National Shrine » [« Basilique et sanctuaire national Notre-Dame-de-la-Victoire »], sur gcatholic.org (consulté le 28 novembre 2023).